# Dag Top 5
De Dag Top 5 was een programma op muziekzender TMF. Het werd in het verleden dagelijks in Nederland en Vlaanderen uitgezonden; 

## Vlaanderen
Aanvankelijk was de Dag Top 5 een onderdeel van het afterschoolprogramma "Zoom" van An Lemmens en Olivier Coumans. Toen die show stopte, ging de Dag Top 5 een onafhankelijke koers varen. Dagelijks kunnen kijkers stemmen op hun meest favoriete nummer van het moment. De vijf meest populaire clips worden dan in de Dag Top 5 uitgezonden.
Sinds de vernieuwing van TMF in oktober 2011 loopt het programma zonder presentatie. Voordien werd het wel steevast door een vj aan elkaar gepraat. In het verleden waren de gezichten van het programma onder anderen An Lemmens, Olivier Coumans, Caren Meynen, Stijn Smets, Sofie Engelen, Lotte Caers, Lynn Pelgroms en Joëlle-Chloë Edelman.
Op 1 november 2015 verdween TMF van de buis, daarvoor was de laatste uitzending van het programma op 31 oktober. Zara Larsson met Lush Life was de laatste nummer 1 in het programma.

## Nederland
Tijdens de Dag Top 5 werden de vijf populairste clips van de dag op een rijtje gezet en tijdens de uitzending mocht een kijker via de telefoon zijn favoriete clip aankondigen. Ook kon je faxen tijdens de uitzending; enkele faxen werden dan voorgelezen. Voor men begon met aftellen was er altijd een Hot or Not. Er werd dan een nieuwe clip gepresenteerd en tijdens de uitzending konden de kijkers via stemmen hun mening over de clip geven. Als het een goede clip was werd de clip na de uitzending nog een keer uitgezonden. Deze show is ook overgenomen door TMF Vlaanderen.
In 2002 verhuisde in Nederland de Dag Top 5 naar MTV, waar de show werd beperkt tot een programma van een half uur waar de kijker alleen de nummer 1 kon aankondigen en VJ Sylvie Meis de clips aan elkaar praatte. Het gevolg hiervan is dat de Dag Top 5 in Nederland van de buis is verdwenen.
TMF Nederland heeft de Dag Top 5 tijdelijk terug gehaald op TMF, in het laatste uurtje van het tweede seizoen van Re:Action praatte Miljuschka de vijf clips aan elkaar en mocht ook een kijker de nummer 1 aankondigen. Ondanks de vele kijkers heeft TMF besloten met het programma te stoppen.